# Komisariat Straży Celnej „Rycerka”

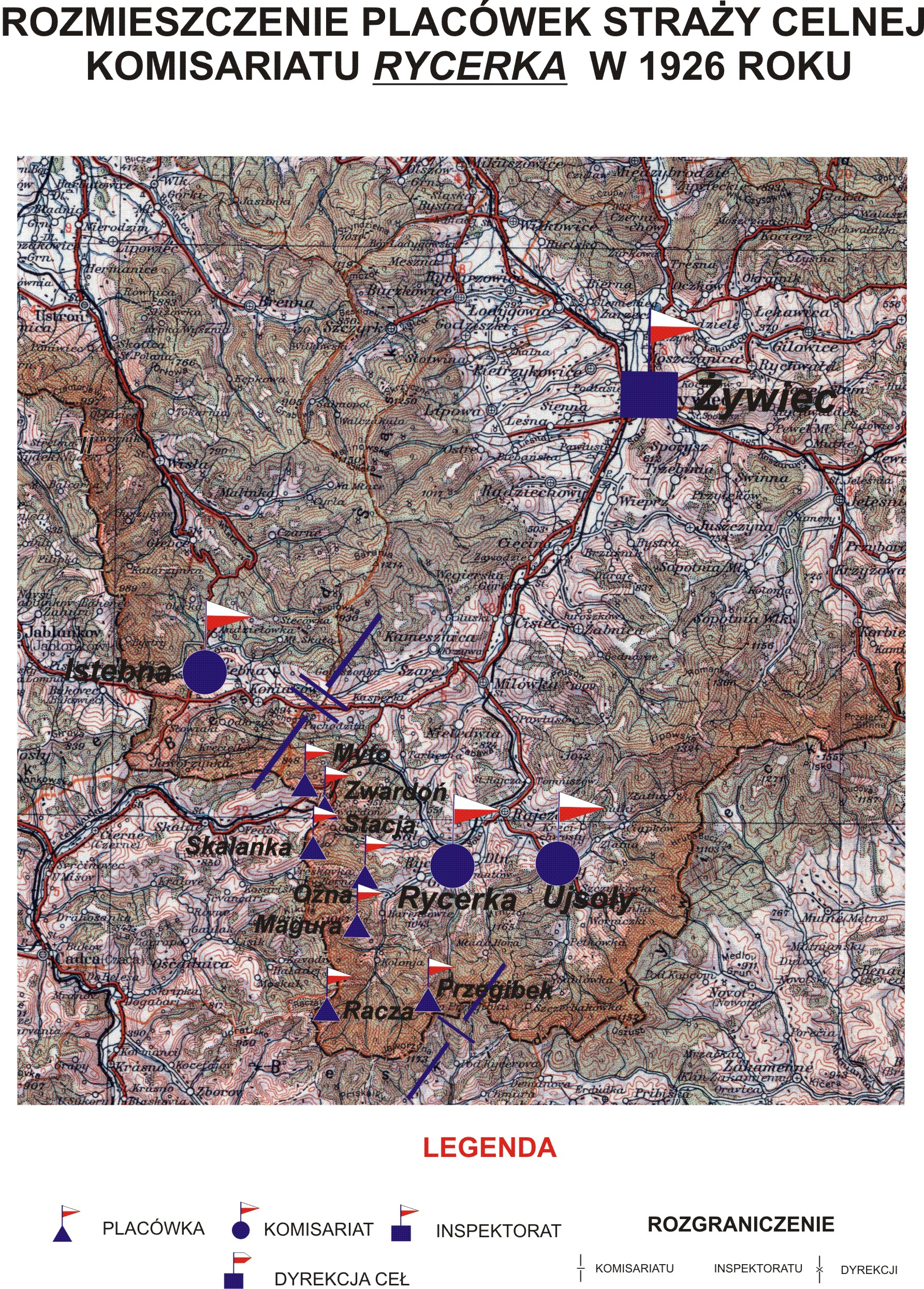
Rozmieszczenie placówek SC Komisariatu Rycerka w 1926 r.

Komisariat Straży Celnej „Rycerka” – jednostka organizacyjna Straży Celnej pełniąca służbę ochronną na granicy polsko-czechosłowackiej w latach 1921–1928.

## Formowanie i zmiany organizacyjne
Na wniosek Ministerstwa Skarbu, uchwałą z 10 marca 1920 roku, powołano do życia Straż Celną. Od połowy 1921 roku jednostki Straży Celnej rozpoczęły przejmowanie odcinków granicy od pododdziałów Batalionów Celnych. Proces tworzenia Straży Celnej trwał do końca 1922 roku. Komisariat Straży Celnej „Rycerka”, wraz ze swoimi placówkami granicznymi, wszedł w podporządkowanie Inspektoratu Straży Celnej „Żywiec”.
W drugiej połowie 1927 roku przystąpiono do gruntownej reorganizacji Straży Celnej. W praktyce skutkowało to rozwiązaniem tej formacji granicznej. Rozporządzeniem Prezydenta Rzeczypospolitej Polskiej Ignacego Mościckiego z 22 marca 1928 roku w jej miejsce powoływano z dniem 2 kwietnia 1928 roku Straż Graniczną.
Rozkazem nr 4 z 30 kwietnia 1928 roku w sprawie organizacji Śląskiego Inspektoratu Okręgowego dowódca Straży Granicznej gen. bryg. Stefan Pasławski powołał komisariat Straży Granicznej „Rajcza” z podkomisariatem „Jeleśnia”, który przejął ochronę granicy od rozwiązywanego komisariatu Straży Celnej.

## Służba graniczna
Sąsiednie komisariaty
- komisariat Straży Celnej „Istebna”  ⇔ komisariat Straży Celnej „Ujsoły” − 1926

## Funkcjonariusze komisariatu
Obsada personalna w 1926:
- kierownik komisariatu – podkomisarz Władysław Leje
- pomocnik kierownika komisariatu – przodownik Juliusz Pawlik (35)

## Struktura organizacyjna
Organizacja komisariatu w 1926 roku:
- komenda – Rycerka Górna
- placówka Straży Celnej „Przegibek”
- placówka Straży Celnej „Racza” (Rajcza[4])
- placówka Straży Celnej „Magóra”
- placówka Straży Celnej „Ożna”
- placówka Straży Celnej „Skalania”
- placówka Straży Celnej „Zwardoń Stacja”
- placówka Straży Celnej „Zwardoń Myto”